# Claudius Müller
Claudius Müller (* 1945 in Graz, Österreich) ist ein deutscher Ethnologe und Museumsleiter.

## Jugend und Studium
Müller wurde 1945 in Graz (Österreich) geboren und wuchs in der ländlichen Region Steiermark auf. Schon früh interessierte er sich für Geschichte, Sprachen und Literatur. Nach dem Schulabschluss 1964 nahm er ein Studium an der Ruprecht-Karls-Universität in Heidelberg auf, wo sein Vater eine Professur für Mathematik innehatte. Müller wählte Sinologie als Hauptfach und begann, klassisches Chinesisch zu lernen. Wolfgang Bauer war sein wichtigster Lehrer. Müller besuchte auch Vorlesungen über Philosophie, Wirtschaft und Geschichte. Als Nebenfach wählte er Anthropologie und besuchte Vorlesungen am Institut für Soziologie und Ethnologie. Ernst Topitsch, Ulla Johansen und E.W. Mühlmann gehörten zu seinen Lehrern.
In den Jahren 1966/67 studierte Müller an der School of Oriental and African Studies in London, wo Denis Twitchett zu seinen Lehrern gehörte. Dort begann er auch, Modernes Chinesisch zu studieren. Nach seiner Rückkehr nach Deutschland folgte Müller 1967/68 Bauer nach München und setzte sein Studium fort. Schließlich vertiefte er auch sein Wissen über Anthropologie und besuchte Vorlesungen am Institut für Völkerkunde und Afrikastudien in Mainz, wo László Vajda, Helmut Straube und Otto Zerries zu seinen Lehrern gehörten.

## Beruflicher Werdegang
Darüber hinaus entwickelte Müller ein wachsendes Interesse an den politischen und sozialen Themen der späten 1960er und frühen 1970er Jahre. Fünf Jahre lang arbeitete er als Übersetzer und Lektor für verschiedene Verlage. Im Jahr 1978 schloss Müller seine Doktorarbeit ab. Schließlich nahm er 1979 eine Stelle am Staatlichen Museum für Völkerkunde in München an.
In den folgenden Jahren organisierte Müller nicht nur eine Vielzahl von Ausstellungen, sondern führte auch Führungen durch und unternahm mehrere Reisen in die ganze Welt. So besuchte er 1982/83 die Philippinen und bereiste 1985 zum ersten Mal China.
1986 trat Müller eine Stelle am Ethnologischen Museum in Berlin an. Neben der Organisation von Ausstellungen wurde er Mitherausgeber der anthropologischen Zeitschrift für Ethnologie (ZfE). Müller betonte nicht nur die Bedeutung neuer Ansätze für die museologische Arbeit, sondern versuchte auch, eine stärkere Zusammenarbeit zwischen akademischen und musealen Anthropologen zu etablieren. Schließlich wurde Müller stellvertretender Vorsitzender des Museums.
Im Jahr 2001 kehrte Müller nach München zurück, wo er die Leitung des wiedereröffneten Staatlichen Museums für Völkerkunde übernahm. Im Jahr 2010 ging er in den Ruhestand.

## Ausstellungen (Auswahl)
- 1980/81: Das Imperium der Han. Museum für Völkerkunde Berlin u. a.
- 1989: Die Mongolen: Haus der Kunst München
- 1993/94: Zen und die Kultur Japans: Klosteralltag in Kyoto. Museum für Völkerkunde Berlin.
- 2005: Dschingis Khan und seine Erben – Das Weltreich der Mongolen. Museum für Völkerkunde München.
- 2006: Die Wüste. Staatlichen Museums für Völkerkunde München.
- 2010–2014: „Roots“ – Wurzeln des Lebens. Die Sammlung Erhard Braßat (Wanderausstellung).